# یانس کورتس
یانس کورتس (هلندی: Jans Koerts؛ زادهٔ ۲۴ اوت ۱۹۶۹) دوچرخه‌سوار اهل هلند است.